# Orde van Burgerlijke dapperheid en Verdienste
De Orde van Burgerlijke dapperheid en Verdienste (Bulgaars: Орден „За гражданска доблест и заслуги“) was de civiele uitvoering van de  Orde van Militaire dapperheid en Verdienste en kende drie graden.
- Derde klasse: Een wit geëmailleerde zilveren vijfpuntige ster met daarop een zilveren roos met een daarin uitgespaarde ster waarop een zilveren Bulgaarse leeuw is gelegd.
- Tweede klasse: Een wit geëmailleerde gouden vijfpuntige ster met daarop een zilveren roos met een daarin uitgespaarde ster waarop een gouden Bulgaarse leeuw is gelegd.
- Eerste klasse: Een wit geëmailleerde gouden vijfpuntige ster met daarop een gouden roos met een daarin uitgespaarde ster waarop een gouden Bulgaarse leeuw is gelegd.

Het lint was wit met een middenstreep in de kleuren van de Bulgaarse vlag.